# Gses
Gses (westallgäuerisch: Gsäss) ist ein Gemeindeteil der Gemeinde Hergatz im bayerisch-schwäbischen Landkreis Lindau (Bodensee).

## Geographie
Die Einöde liegt circa vier Kilometer nordöstlich des Hauptorts Hergatz und sie zählt zur Region Westallgäu. Nördlich von Gses befindet sich Handwerks.

## Ortsname
Der Ortsname stammt vom neuhochdeutschen Wort Gesäßfür Sitz, Wohnsitz, Wohnung, Gebäude, Niederlassung.

## Geschichte
Gses wurde erstmals urkundlich im Jahr 1818 mit einem Wohngebäude erwähnt. 1925 und 1950 war der Ort als abgebrochen im Ortsverzeichnis eingetragen. Seit 1961 ist Gses wieder mit einem Wohnplatz im Ortsverzeichnis aufgeführt.